# Карку
Ка́рку или Ка́ркку (фин. и карел. Karkku) — деревня в Питкярантском районе Республики Карелия. Входила в состав упразднённого в 2023 году Салминского сельского поселения.

## Общие сведения
Расположена на северо-восточном берегу Ладожского озера. Через деревню проходит железнодорожная линия «Лодейное Поле — Янисъярви».
В 1989 году в окрестностях деревни выявлено месторождение урана. Возможные запасы составляют более 400 тонн. Промышленная разработка не начиналась.

## Население
| 2002 | 2009 | 2010 | 2013 |
| ---- | ---- | ---- | ---- |
| 10   | ↘7   | ↗10  | →10  |